# Aeroméxico
Aeroméxico (IATA: AM, ICAO: AMX) je národní letecká společnost a vlajkový dopravce Mexika se sídlem na mezinárodním letiště Beníta Juáreze v Ciudad de México. Je jednou ze zakládajících společností aliance SkyTeam, jejímž členem jsou i České aerolinie.
Společnost vznikla v roce 1934 jako Aeronaves de México a v současnosti společně s Aeroméxico Connect a Aeroméxico Travel a v roce 2023 denně provozuje 209 letů na 115 leteckých linkách do 77 destinací a 19 zemí.

## Flotila

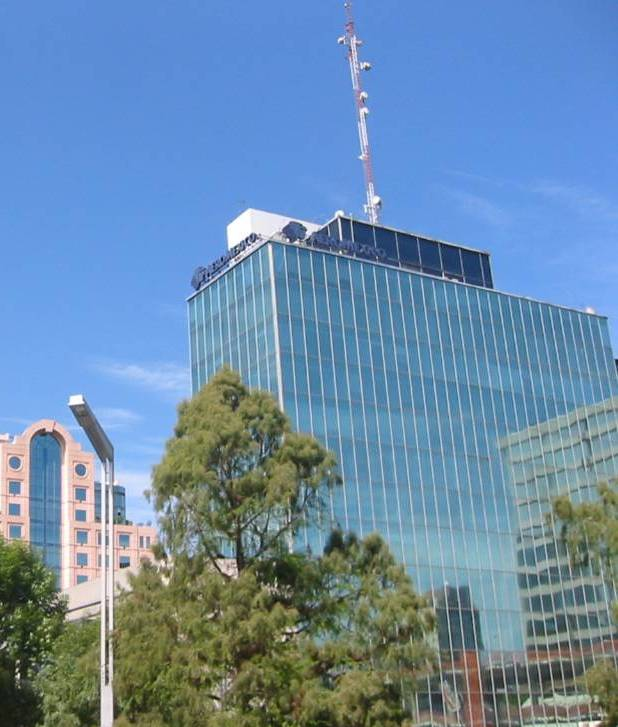
Ředitelství společnosti v Ciudad de México

Letovou flotilu společnosti tvoří následujících 182 letadel.[kdy?][zdroj?]
| Typ              | Počet | Objednávky | Cestující | Cestující | Cestující | Cestující | Poznámky |
| Typ              | Počet | Objednávky | C         | W         | Y         | Celkem    | Poznámky |
| ---------------- | ----- | ---------- | --------- | --------- | --------- | --------- | -------- |
| Boeing 737-700   | 11    | —          | 12        | 18        | 94        | 124       |          |
| Boeing 737-800   | 36    | —          | 16        | 18        | 126       | 160       |          |
| Boeing 737-800   | 36    | —          | —         | 18        | 168       | 186       |          |
| Boeing 737-MAX 8 | 6     | 45         | 16        | 18        | 132       | 166       |          |
| Boeing 737-MAX 9 | —     | 9          | 16        | 18        | 147       | 181       |          |
| Boeing 787-8     | 9     | —          | 32        | 27        | 184       | 243       |          |
| Boeing 787-9     | 9     | 5          | 36        | 27        | 211       | 274       |          |
| Embraer E-170    | 10    | —          | —         | —         | 76        | 76        |          |
| Embraer E-190    | 47    | 2          | —         | 11        | 88        | 99        |          |
| Celkem           | 128   | 61         |           |           |           |           |          |